# Azomethan
Azomethan ist ein farbloses bis schwach gelbliches explosives Gas und die einfachste organische Azoverbindung.

## Gewinnung und Darstellung
Azomethan lässt sich aus 1,2-Dimethylhydrazin durch vorsichtige Oxidation, beispielsweise mit Kupfer(II)-chlorid, in guter Ausbeute herstellen.

## Eigenschaften

Tautomerisierung

Von Azomethan existieren zwei Isomere:
- cis-Azomethan, nach IUPAC: (Z)-Azomethan
- trans-Azomethan, nach IUPAC: (E)-Azomethan.

Das trans-Isomer ist um 42 kJ/mol stabiler als die cis-Verbindung. Bei Temperaturen oberhalb von 0 °C tautomerisiert Azomethan zu Formaldehyd-N'-methylhydrazon (CH3NHN=CH2).

## Verwendung
Die schwierige Handhabung der Verbindung steht einer größeren technischen Anwendung entgegen. Im Labor kann Azomethan zur Erzeugung von Methylradikalen verwendet werden. Bei der Pyrolyse bilden sich neben dem thermodynamisch sehr stabilen Stickstoff kurzzeitig zwei Methylradikale. 
{\displaystyle {\ce {CH_3-N=N-CH_3 -> N_2 + 2 CH_3^{.}}}}

## Biologische Bedeutung
Beim Metabolismus des stark krebserregenden 1,2-Dimethylhydrazin entsteht Azomethan durch Oxidation in der Leber als Zwischenprodukt.